# Andreas Evaristus Mader
Andreas Evaristus Mader, SDS (* 9. Januar 1881 in Großlangheim als Andreas Mader; † 13. März 1949 in Percha) war ein deutscher Theologe, Orientalist und Biblischer Archäologe.

## Leben
Im Alter von 14 Jahren trat Andreas Mader dem Salvatorianerorden bei. Er erhielt den Ordensnamen Evaristus. Am 8. Oktober 1897 legte er in Rom die Ordensgelübde ab. 1899 begann er ein Theologiestudium zunächst an der Päpstlichen Universität Gregoriana, wechselte 1900 an die Theologische Fakultät der Universität Freiburg in der Schweiz. Am 25. Juli 1903 empfing er das Sakrament der Priesterweihe. Danach setzte er sein Studium der Theologie, der Christlichen Archäologie und der biblischen Sprachen fort, das er 1908 mit einer Dissertation zum Thema Die Menschenopfer der alten Hebräer und der benachbarten Völker (Freiburg 1909) abschloss.
Papst Pius X. berief Mader 1907 als Professor für Exegese an das Regionalseminar in Tivoli bei Rom. Nach Auflösung des Seminars kam Mader 1909 an das neu eingerichtete Bibelinstitut der Päpstlichen Universität Gregoriana in Rom. Zwischen 1911 und 1914 bereiste Mader mit einem Stipendium der Görres-Gesellschaft Palästina. Er erforschte die dortigen Megalithen, insbesondere die Dolmen, und arbeitete in der Bibliothek des Orientalischen Institut der Görres-Gesellschaft in Jerusalem. Während des Ersten Weltkriegs war er als Militärgeistlicher in Belgien und später in Frankreich eingesetzt, wo er 1918 durch eine Granate schwer verwundet wurde.
1925 kehrte er an das Jerusalemer Orientalische Institut der Görres-Gesellschaft zurück, dem Mader von 1927 bis 1930 als Direktor vorstand. Während dieser Zeit führte er mehrere archäologische Ausgrabungen in Mamre bei Hebron durch. Er legte dabei den 65 × 50 m großen heiligen Bezirk von Ramet el-Chalil frei. Sein bekanntestes Grabungsprojekt war die Ende 1931 begonnene Untersuchung der Brotvermehrungskirche bei Tabgha. Parallel zu den Ausgrabungen in Tabgha initiierte Mader 1932 die erste Grabungskampagne in Chirbat al-Minya.

## Ehrungen
In seinem Geburtsort Großlangheim ist die Professor-Mader-Straße nach Andreas Evaristus Mader benannt.

## Schriften
- Die Menschenopfer der alten Hebräer und der benachbarten Völker. Ein Beitrag zur alttestamentlichen Religionsgeschichte (= Biblische Studien. Band 14). Herder, Freiburg im Breisgau 1909.
- Altchristliche Basiliken und Lokaltraditionen in Südjudäa. Schöningh, Paderborn 1918 (Nachdruck: Johnson, New York 1967).
- Rom in Bildern. Ars sacra, München 1925.
- Mambre. Die Ergebnisse der Ausgrabungen im heiligen Bezirk Râmet el-Ḫalîl in Südpalästina 1926–1928. Wewel, Freiburg im Breisgau 1954.
- (mit Illustrationen von Gustave Doré): Die Bibel in Bildern. J. Müller, München 1952.
- Kleine Schriften
  - Bd. 1: Megalithische Denkmäler im Westjordanland, 1914.
  - Bd. 2: Byzantinische Basilikareste auf dem Tempelplatz in Jerusalem, 1930.
  - Bd. 3: Les Fouilles du Ramet-El-Khalil près d’Hébron, 1930.
  - Bd. 4: Die Ausgrabung der Basilika der Brotvermehrung und ihrer Mosaiken bei Et-Tabga am See Genesareth, 1932.
  - Bd. 5: Die Ausgrabung am See Genesareth auf dem Besitztum des Deutschen Vereins vom Heiligen Lande, 1932.
  - Bd. 6: J. Jeremias, Die Passahfeier der Samaritaner und ihre Bedeutung für das Verständnis der alttestamentarischen Passahüberlieferung (ausführliche Rezension), 1933.
  - Bd. 7: Bethlehem, 1933.
  - Bd. 8: Am See Genesareth, 1933.
  - Bd. 9: Die Ausgrabung eines römischen Kastells auf Chirbel el Minje an der Via Maris bei Et-Tābgha am See Gennesareth, 1934.
  - Bd. 10: Mambre, eine Stätte der biblischen Uroffenbarung im Lichte der neuesten Ausgrabungen, 1934.
  - Bd. 11: Ein Bilderzyklus in der Gräberhöhle der St. Euthymios-Laura auf Mardes (Chirbet el-Mard) in der Wüste Juda, 1937.